# Valse Margaretha
Valse Margaretha (ca. 1260–1301) was een Noorse vrouw die zich voordeed als Margaretha van Schotland.
De echte Margaretha was in 1290 op Orkney overleden. Haar vader, koning Erik II van Noorwegen, overleed in 1299 en werd opgevolgd door Haakon V. Een jaar daarna arriveerde in Bergen een vrouw die claimde Margaretha te zijn en die verscheidene personen van verraad beschuldigde. Margaretha zou niet in 1290 zijn overleden, maar naar Duitsland gestuurd zijn om er te trouwen. 
De valse Margaretha kreeg steun van een deel van de bevolking van Bergen en enkele functionarissen van de kerk, hoewel het lichaam van Margaretha indertijd door haar vader was geïdentificeerd en de nieuwe Margaretha in 1300 rond de veertig jaar was, terwijl de echte dan 17 zou zijn geweest. Uiteindelijk werd de valse Margaretha na de komst van Haakon V in 1301 naar Bergen als impersonator ontmaskerd en samen met haar echtgenoot wegens oplichting ter dood veroordeeld. De valse Margaretha stierf op de brandstapel en haar man werd onthoofd. 
Nabij de plaats van executie werd enige jaren later een kleine kerk gebouwd, waar een soort van martelaarsverering plaatsvond, die door de (kerkelijke) autoriteiten oogluikend werd toegestaan. Deze Margaretaskirk is waarschijnlijk rond de reformatie afgebroken.